# الهاشمي الحسين
الهاشمي الحسين (ولد في 15 أغسطس 2003) هو لاعب كرة قدم قطري، يلعب كمدافع في نادي ألكوركون ب الإسباني معار من النادي العربي القطري و منتخب قطر.

## مسيرة اللاعب
بدأ مع النادي العربي في عام 2021 وأعير إلى نادي كالاهورا ب الإسباني في عام 2023 و أعير إلى نادي ألكوركون ب الإسباني في عام 2024 لمدة موسم.